# Oberrhätkalk
Der Oberrhätkalk ist eine Formation der Nördlichen Kalkalpen, die in der Obertrias abgelagert wurde.

## Bezeichnung

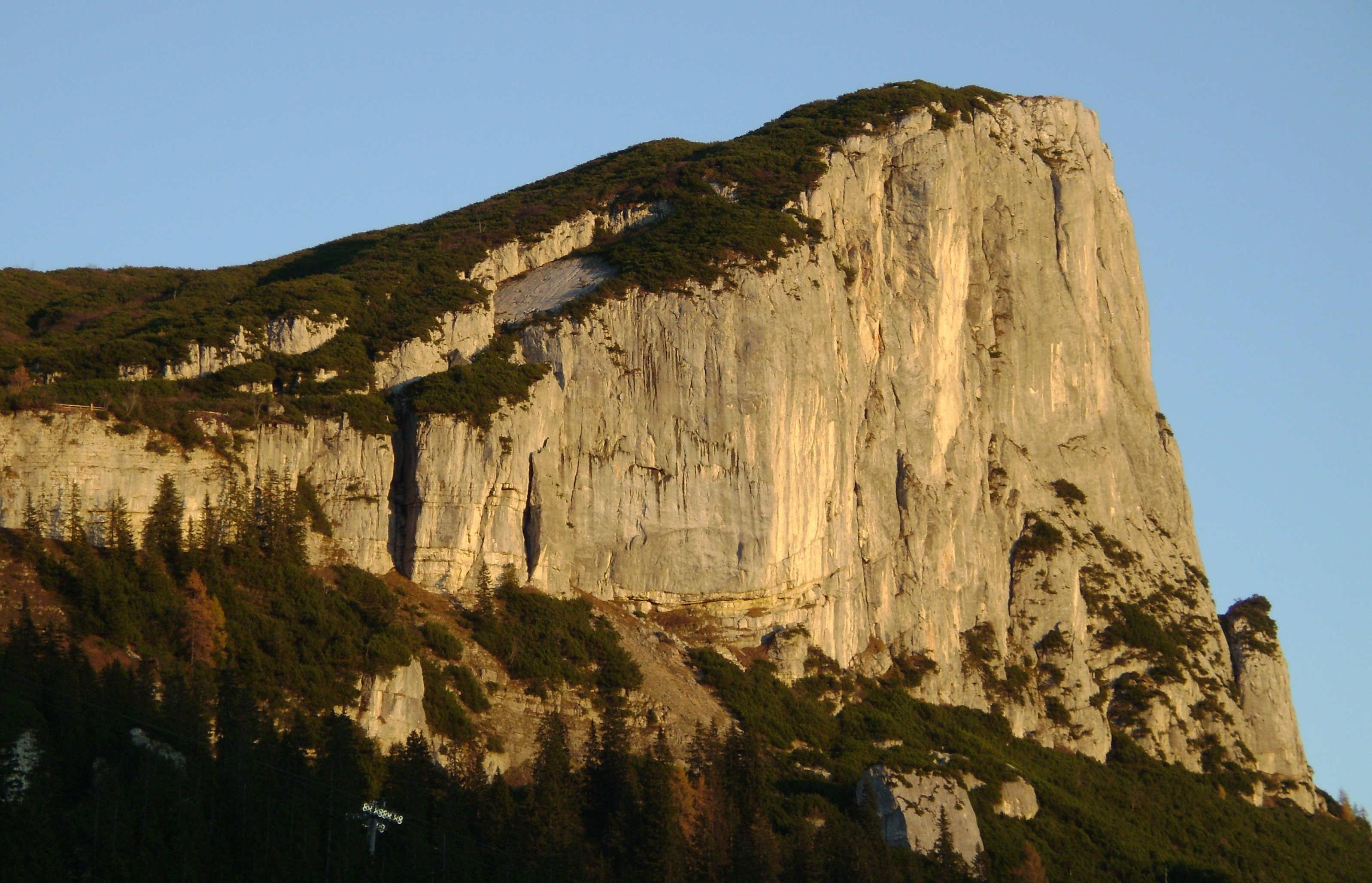
Die Steinplatte bei Waidring ist eine Plattformrampe aus Oberrhätkalk. Gut erkennbar der Übergang von der geneigten Rampe (rechts) zur horizontal gebankten Kössen-Formation mit dem Eiberg-Member (links). Am Hangfuß wird die Rampe von zwei Riff-Zyklen abgedeckt.

Der Oberrhätkalk ist nach seiner Entstehungszeit benannt worden – dem oberen Rhätium. Synonyme Bezeichnungen sind Rätkalk, Oberrhätischer Kalk, Oberrhätischer Riffkalk, Rhätolias-Riffkalk, Rhätische Grenzkalke, Lichter Plateaukalk und Weißer Riffkalk. Im Englischen ist die Formation als Oberrhaet Formation oder als Oberrhaet Limestone bekannt.

## Erstbeschreibung
Eine frühe Bearbeitung und richtige Zuordnung des Oberrhätkalks geht auf Franz Wähner (1886) zurück.

## Vorkommen
Der Oberrhätkalk erscheint im Bajuvarikum als auch im Tirolikum der gesamten Nördlichen Kalkalpen. Er findet sich außerdem in den Lienzer Dolomiten, in den Radstädter Tauern und in den Tarntaler Bergen. Bedeutende Vorkommen sind vor allem der Bergstock der  Steinplatte, die Umgebung von Adnet, die Rötelwand sowie der am Hintersee gelegene Feichtenstein mit Gruber-Riff der Osterhorngruppe in Salzburg, das Rothorn in den Kalkalpen Vorarlbergs, die Lechtaler Alpen, der Geiselstein in den Ammergauer Alpen, das Sonnwendgebirge und die Thierseer Mulde in Tirol, die Schlierseer Berge und die Chiemgauer Alpen in Oberbayern und die voralpinen Decken um den Ötscher in Niederösterreich.

## Geologische Situierung

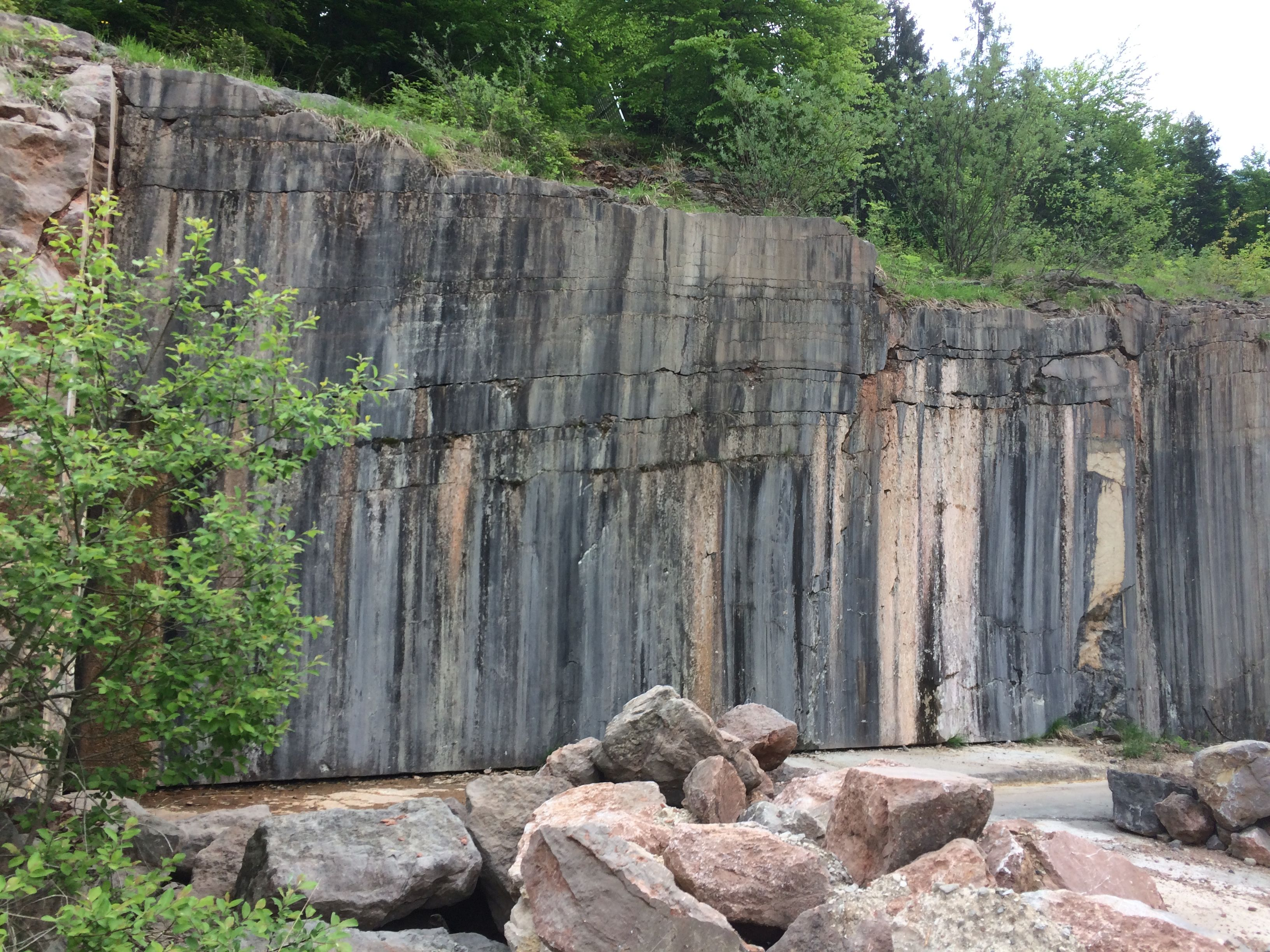
Im Adneter Steinbruch Eisenmann wird die massive Rifffazies des Oberrhätkalks von der gebankten Schnöll-Formation überlagert

Der Oberrhätkalk bildet Teil des Hauptdolomit-Faziesgürtels, der im gesamten Bajuvarikum und in Teilen des Tirolikums erhalten geblieben ist. Dieser  Gürtel befand sich während der Trias auf etwa 30° nördlicher Breite am südöstlichen Kontinentalrand Eurasiens und leitete zum tiefen Meeresbecken der Neotethys über.
Noch vor Entstehung des Oberrhätkalks waren im Hauptdolomit-Faziesgürtel bereits zwei riesige Karbonatplattformen herangewachsen, deren Gesamtmächtigkeit 3.000 Meter übersteigt. So hatte sich ab dem späten Ladinium (noch vor Beginn der Obertrias) die Plattform des Wettersteinkalks installiert. Aufgrund der Reingrabener Wende war aber diese Karbonatplattform des Wettersteinkalks im Verlauf des unteren Karniums ertrunken und von siliziklastischen Sedimenten der Raibl-Formation abgelöst worden. Letztere hatte Beckenbereiche innerhalb der Karbonatplattform verfüllt und somit eine generelle Nivellierung und fazielle Angleichung des Ablagerungsgebiets erzielt.
Die Karbonatplattform des Hauptdolomits war ab der Grenze zum Norium entstanden und hatte bis zu Beginn des späten Noriums überdauert. Im späten Norium war es dann zu einer Öffnung der bislang restriktiven Hauptdolomit-Lagune gekommen – was die Ablagerung des Plattenkalks zur Folge hatte. Im frühen Rhätium hatte sich die Lagune unter gleichzeitigem Neueintrag siliziklastischen Materials vertieft und somit die Ablagerung der gemischt terrigen-karbonatischen Kössen-Formation ermöglicht. Im Oberrhät schließlich war die Kössen-Formation vielerorts von Flachwasserkarbonaten unter gleichzeitiger Riffbildung infiltriert worden – es entstand der Oberrhätkalk. Die Progradationsrichtung dieser Flachwasserkarbonate erfolgte in Richtung Süden. Bisher wurden die Oberrhätkalkriffe als Plattformrand-Riffe interpretiert. Diese Vorstellung wurde aber durch Stanton und Flügel (1989) im Falle der Steinplatte durch das Modell einer distal versteilten Karbonatrampe ersetzt.

## Stratigraphie
Der Oberrhätkalk, im UmweltAtlas Geologie als nO designiert, liegt gewöhnlich auf dem Hochalm-Member der Kössen-Formation im Liegenden, er dürfte  sich aber auch seitlich mit ihrem Eiberg-Member verzahnen. Im Tirolikum kann er auch aus dem Dachsteinkalk hervorgehen bzw. sich seitlich mit ihm verzahnen oder von ihm transgrediert werden. Im Hangenden folgen gewöhnlich die Kalksburg-Formation oder die Schattwald-Formation und möglicherweise das Stadelwiese Member der Allgäu-Formation. In den Ammergauer Alpen wird der Oberrhätkalk vom Hierlatzkalk transgrediert. Sukzessive Übergänge zeigt er hier aber zur Scheibelberg-Formation (Liaskieselkalk). An der Steinplatte transgrediert plattformwärts der Dachsteinkalk, wohingegen die geneigte Oberrhätkalk-Rampe von der Schnöll-Formation und sodann von der Adnet-Formation transgressiv überlagert wird. In den Lienzer Dolomiten legt sich die Lavant-Brekzie über den Oberrhätkalk, in den Tarntaler Bergen die Türkenkogel-Brekzie mit anormalem Kontakt.

## Lithologie

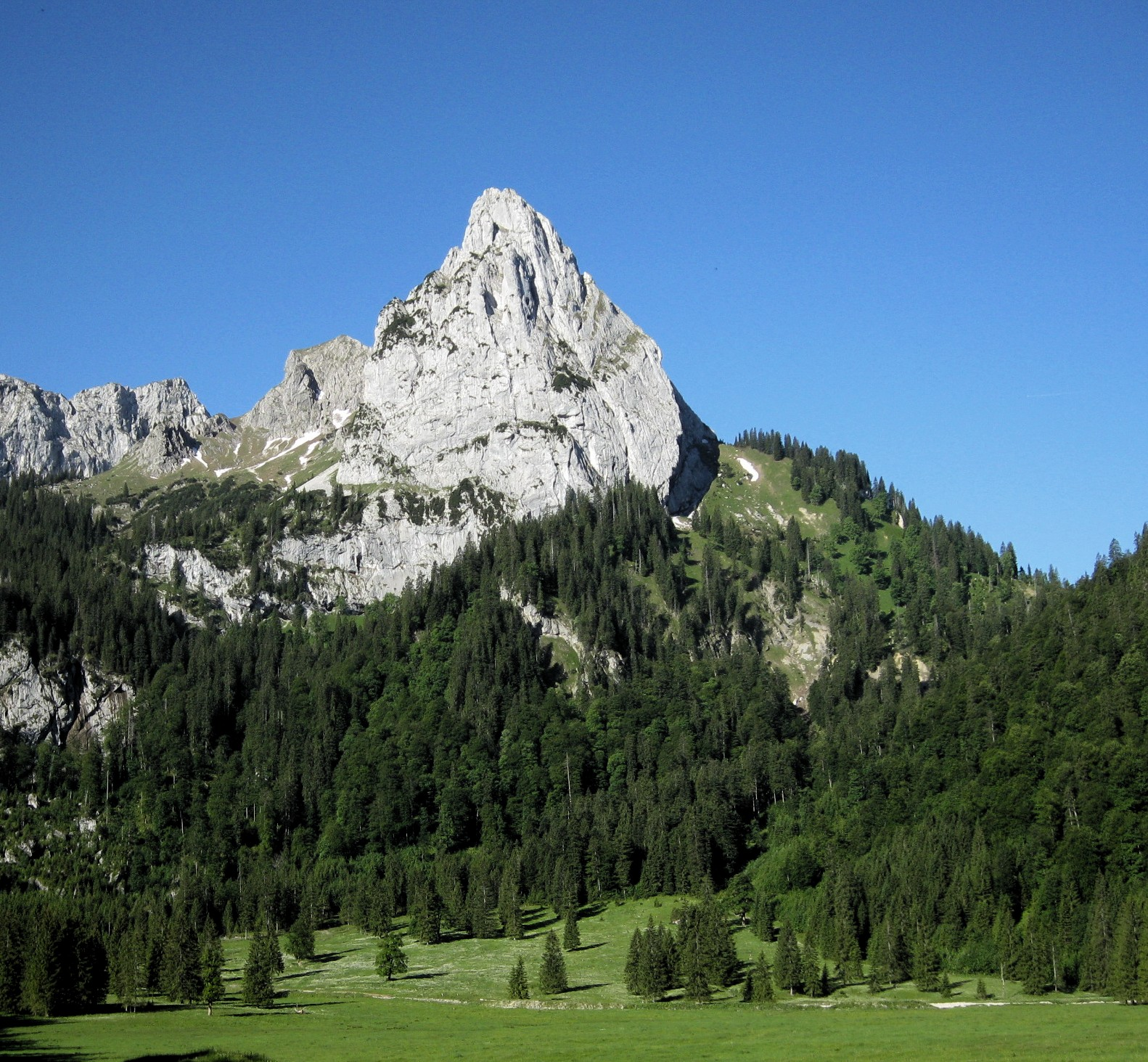
Der Oberrhätkalkstotzen des Geiselsteins, Ansicht von Nordosten.

Der Oberrhätkalk ist ein bis 200 Meter mächtiger, hell- bis mittelgrauer, gelblichweißer bis weißer, manchmal auch bräunlicher, oft oolithischer Riffkalk. Aufgrund seines dickbankigen bis massigen, wandbildenden Gepräges besitzt er einen morphologisch markanten Charakter.
Je nach Stellung innerhalb des Riffkomplexes weist der Oberrhätkalk verschiedene Ausbildungsarten auf. Es lassen sich wie beim Dachsteinriffkalk folgende Haupttypen unterscheiden:
- Riffkalk des zentralen Riffbereiches
- geschichtete Riffschuttkalke
- Zusammengesetzte Zyklen

Das Gerüst des bioklastischen Riffkalks wird aus Korallen, Algen und Schwämmen aufgebaut, die Zwischenräume werden von verfestigtem Riffschutt erfüllt. Als Taschen können lumachellereiche Kalke auftreten. Der Bildungsraum dieses Riffkalkes lag zwischen dem Gezeitenbereich als Obergrenze und einer Wassertiefe von 30 bis 40 Meter.
Die Riffschuttkalke gehören mehreren Fazieszonen an. Im Vorriffbereich (engl. fore-reef) entstanden grobklastische Fossiltrümmerkalke reich an zerriebenen Korallen und Hydrozoen. Die Achter-Riffregion hinter dem zentralen Riff (engl. back-reef) ist feiner-detritisch und typenreicher entwickelt. Das organogene Material dieser Kalkarenite besteht aus zertrümmerten Rotalgen und Grünalgen. Sie sind ferner reich an Schlammkörnern, die zum Teil Kotpillen von Würmern darstellen dürften (Kotpillenkalke). In diesem Kalktypus treten auch Megalodonten auf. In der riffernen Zone des Hinterriffes kamen im Stillwassergebiet der Lagune die gebankten, feinkörnigen, lutitischen Angulodiscuskalke (Foraminiferenkalke) zur Ausbildung und schließlich in der seichten Bewegtwasserregion des Backriffs mächtiger, gebankter, heller Oolithkalk (Beispiel: Geiselstein). Die Oolithbildung ist an flaches Bewegtwasser gebunden, geht am besten in nur wenige Meter tiefem Wasser vonstatten und verliert in vergleichbaren rezenten Beispielen unterhalb von 15 Meter ihre Bedeutung. In der lagunären Fazies kommt als Sondertypus untergeordnet ein nur wenige Meter mächtiger rhätoliassischer Feinrhythmit vor – ein bräunlicher, zentimeterdünn geschichteter Kalk, in dem jede Schicht aus millimeterfeinen Lagen besteht und der durch seine Kalzitpseudomorphosen nach Gipskristallen den einstigen lokal hyperhalinen Charakter kleiner Stillwasserbecken anzeigt.
Die Zusammengesetzten Zyklen bilden eine Kalk-Rotpelit-Wechselfoge mit bis zu fünf vollständigen Zyklen. Anstelle der Tonschiefer-Zwischenlagen  können auch Mergelschiefer treten.

### Varianten

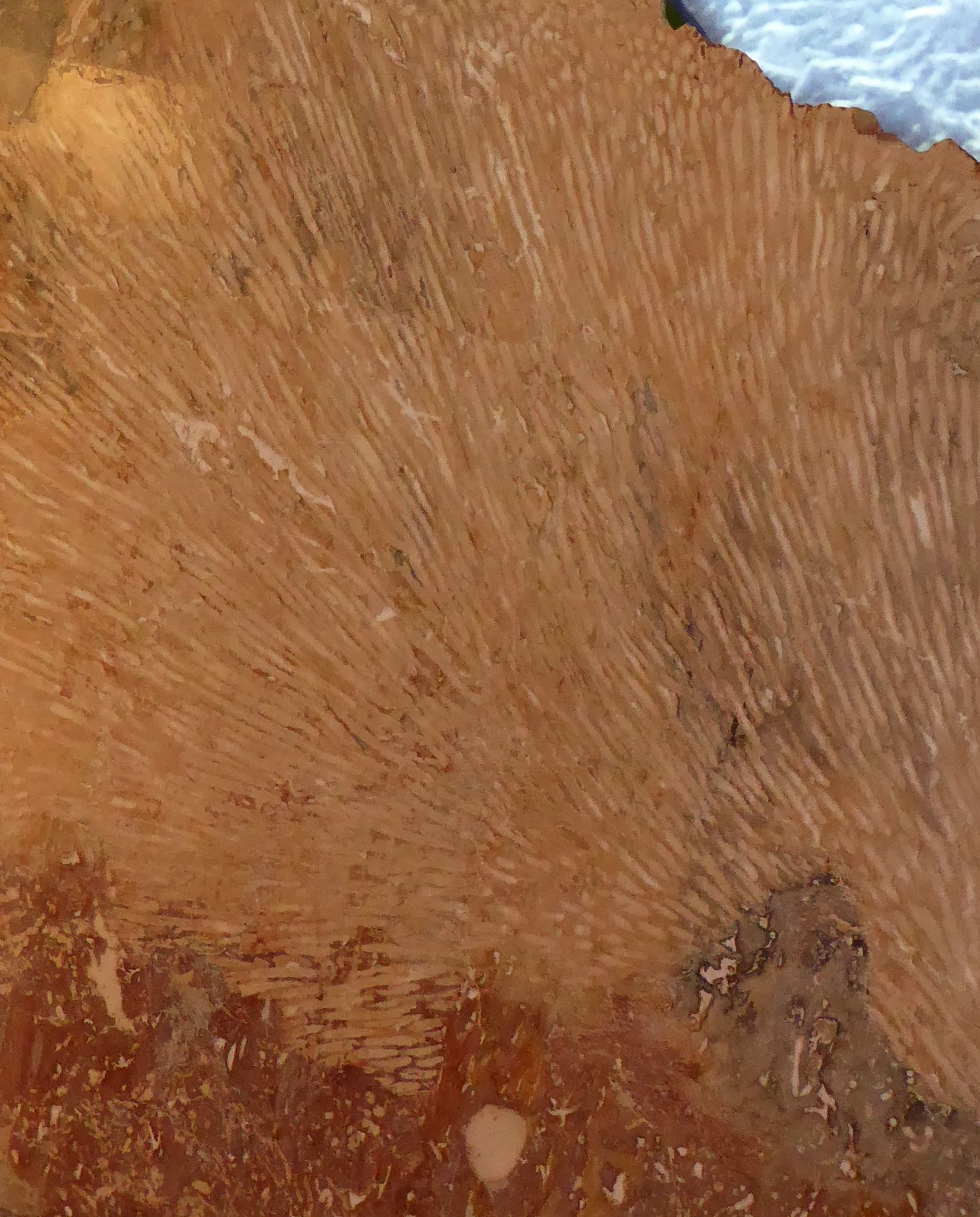
Rottropf aus Adnet

Vom Oberrhätkalk bestehen mehrere Varianten:
- Rote und Bunte Oberrhätkalke
- Vermergelter Oberrhätkalk
- Linderhoffazies
- Geiselsteinfazies

Zu den Roten und Bunten Oberrhätkalken – einer dunkelroten, korallenreichen Varietät – gehört beispielsweise der Tropfmarmor von Adnet. Ziegelrote Beispiele finden sich im Bayerischen Synklinorium in den Schlierseer Bergen. Ein bunter Rhätriffkalk mit hellocker bis kirschroten Farbtönen und dunkelroten Schmitzen zieht vom Raum südlich von Strobl zum Nussensee und zum Burgfels von Wildenstein südlich von Bad Ischl hinüber. Die Färbung dieser Varianten ist auf Lösungsreste von Eisenmineralen zurückzuführen (beispielsweise Hämatit, Eisenhydroxide wie Goethit und auch Pyrit). Diese entstammten dem Riffkalk selbst, waren aus jüngeren Partien in Riffhohlräume eingedrungen und wurden an Ort und Stelle angereichert.
Die Varietät Vermergelter Oberrhätkalk tritt am Brauneck-Bergstock westlich der Garlandalm, 4 Kilometer westsüdwestlich von Lenggries auf.
Die Linderhoffazies des Oberrhätkalks besteht im Ammergebirge wie im Ostallgäu aus dickbankigen blaugrauen Kalken, reich an Korallen sowie an Megalodonten und anderen Zweischalern, die mitunter verkieselt sind.  Sie spielt die Rolle eines Übergangsgliedes zwischen der Kössen-Formation und der Geiselsteinfazies. Nach Westen zu ist ihr Übergang in die Geiselsteinfazies in der Gegend der Hundsfällköpfe schrittweise zu beobachten.
Der Geiselstein-Oberrhätkalk baut sich in typischer Ausbildung aus sehr reinen, festen, lichten Feinoolithkalken auf. Letztere zeigen meist eine hellgelbe oder sehr lichtbräunliche Farbe und werden gelegentlich fast schneeweiß. Im Westen sind sie noch deutlich gebankt, im Osten oft völlig klotzig. Am Geiselstein selbst werden zwei Fazies ausgeschieden – eine massige Fazies am Gipfel und im Norden des Berges (designiert als nOom) und eine oolithische Fazies (nOoo) im Süden. Wie im Handstück, so ist auch im Dünnschliff der Oberrhätkalk der Geiselsteinfazies ein leicht zu erkennendes, äußerst charakteristisches Gestein. Die Ooide berühren sich im Allgemeinen nicht, sondern schwimmen als kugelige Massen dichterer Struktur in einer klaren, auch im Handstück stark durchscheinenden Grundmasse von Kalzitkörnern, deren Größe oft 0,3 Millimeter erreicht, oft aber auch bis 0,05 Millimeter herabsinkt. Die Größe der Ooide schwankt meist zwischen 0,3 und 0,5 Millimeter.

## Entstehung
Die Bildung der Oberrhätriffe kann in drei Stadien unterteilt werden. In der ersten Phase des Riffwachstums waren am Aufbau besonders Muschelschalen und Crinoiden, ferner verzweigte Thecosmilien und Hydrozoenkolonien (besonders Stromatomorpha rhaetica) beteiligt. In der mittleren Phase konnten sich die zunächst gebildeten kleineren Riffknospen am Außenrand zu Rücken vereinigen – Hydrozoen, Kalkschwämme, Kalkalgen und aufgewachsene Foraminiferen spielten nun die Hauptrolle, verzweigte Thecosmilien-Kolonien waren für den ruhigeren Zentralteil charakteristisch. In der Schlussphase wurde das Riff durch Kalkarenite verschüttet.
Durch Paläotemperatur-Bestimmungen nach dem 18O/16O-Mischungsverhältnis in Fossilien und Gesteinen wurde eine Temperatur von 22,5 Grad bis 25 Grad für die Korallenriffazies des Oberrhäts ermittelt.

## Fossilien
Als Makrofossilien erscheinen im Oberrhätkalk neben  skleractiniden Korallen wie z. B. Pamiroseris, Retiophyllia bzw. Thecosmilia (Thecosmilia clathrata) Muscheln mit den Taxa Megalodus triqueter, Modiolus minutus, Oxytoma, Ostrea und Rhaetavicula contorta. Bei den Mikrofossilien ist insbesondere eine sehr reiche Foraminiferenfauna anzuführen. Bekannt sind unter anderem Angulodiscus communis, Diplotremina subangulata, Glomospirella, Glomospira, Involutina liassica, Ophthalmidium, Tetrataxis und Trocholina crassa. Als häufigste Art unter den Mikroproblematika tritt Microtubus communis auf.
Bei den Algen finden sich als Grünalgen die Dasycladaceen wie beispielsweise Diplopora adnetensis,  Diplopora phanerospora, Diplopora tubispora, Griphoporella curvata, Heteroporella crosi und Heteroporella zankli. Als Rotalgen fungieren Solenoporaceen und Melobesien.
Im Riffschuttkalk reichlich vorhanden sind Echinodermenreste (Crinoiden), Gastropoden, Hydrozoen wie Stromatomorpha rhaetica, Korallen und Schwämme.
Der Oberrhätkalk gehört zur Ammonitenzone des Choristoceras marshi, reicht aber außerdem in den oberen Abschnitt des Vandaites stuerzenbaumi hinein.

## Alter
Eine Analyse der vorhandenen Fauna, insbesondere anhand von Rhaetavicula contorta, gibt oberes Rhätium zu erkennen, d. h. der Riffschuttkalk wurde vor rund 200 Millionen Jahren abgelagert. Da der Oberrhätkalk zeitgleich mit dem Eiberg-Member der Kössen-Formation sedimentiert wurde, beginnt er demzufolge etwas früher, nämlich im oberen Mittelrhätium. Die Grenze Rhätium/Hettangium ist mit 201,36 Millionen Jahren recht gut datiert, über den Beginn des Rhätiums herrschen aber nach wie vor Unsicherheiten.